# سیارک ۳۸۹۲
سیارک ۳۸۹۲ (به انگلیسی: 3892 Dezso، نامگذاری:1941HD) سه هزار و هشتصد و نود و دومین سیارک کشف شده‌است که در ۱۹ آوریل ۱۹۴۱ کشف شد.
قدر مطلق سیارک برابر ۱۲٫۷۰ است.